# Proceroplatus paucimaculatus
Proceroplatus paucimaculatus är en tvåvingeart som beskrevs av Loïc Matile 1998. Proceroplatus paucimaculatus ingår i släktet Proceroplatus och familjen platthornsmyggor. Inga underarter finns listade i Catalogue of Life.